# Frederick F. Ling
Frederick F. Ling (n. 2 ianuarie 1927, Qingdao, Republica Populară Chineză – d. 8 noiembrie 2014, New York City, New York, SUA) a fost un inginer mecanic american de origine chineză, membru de onoare al Academiei Române (din 1994).